# Loy W. Henderson

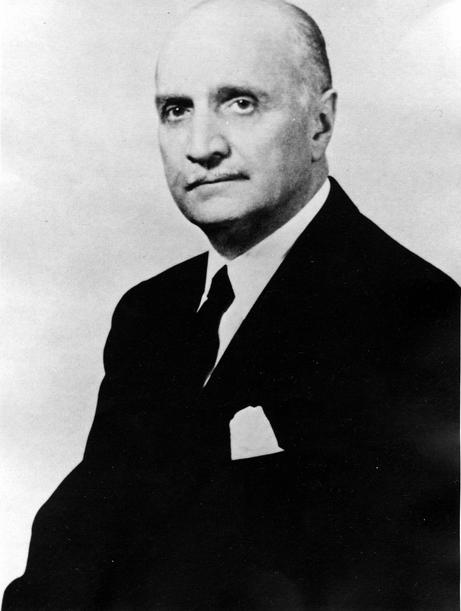
Loy W. Henderson

Loy Wesley Henderson (* 28. Juni 1892 in Rogers, Arkansas; † 24. März 1986 in Bethesda, Maryland) war ein US-amerikanischer Diplomat und Hochschullehrer.

## Leben
Sein Vater war ein methodistischer Pfarrer. Henderson studierte an der Northwestern University in Evanston, Illinois und schloss 1915 mit dem B.A. ab. Im Ersten Weltkrieg war er Freiwilliger beim Amerikanischen Roten Kreuz und studierte 1917–1918 an der University of Denver.
1922 trat er in den Staatsdienst ein und wurde Vizekonsul in Dublin. 1925 arbeitete er im Baltikum. 1934 wurde er an die neu eröffnete Botschaft nach Moskau versetzt und arbeitete unter Botschafter William C. Bullitt gleichzeitig mit George F. Kennan und Charles E. Bohlen, ab 1935 als Geschäftsträger. 1942 kam er nach Bagdad, 1945 arbeitete er im Außenministerium der Vereinigten Staaten als Abteilungsleiter für den Nahen Osten. 1948 wurde er als Botschafter nach Neu-Delhi, 1951 nach Teheran versetzt. Im Jahr 1955 amtierte er zwischen dem 26. Januar und dem 9. August als Staatssekretär für Verwaltung (Assistant Secretary of State for Administration) in der Zentrale; 1960 schied er aus dem Außenministerium aus.
Zwischen 1961 und 68 lehrte er Internationale Beziehungen an der American University in Washington.

## Schriften
- A Question of Trust (Memoiren), hrsg. von George W. Baer, Hoover Institution Press, Stanford 1986, ISBN 0-8179-8331-7 (en)